# Robocode
『Robocode』（ロボコード）は、オープンソースの教育ゲームである。JavaやVer1.7.2以降の.NET Framework（C#やVB.NETなど）の熟達に役立つ。
単純なロボットはわずか数分で作成できるが、本格的に完成させる場合は数ヶ月かかることがある。

## 内容
参加者は小型戦車を自動制御するプログラムを作成し、競技場で別の戦車と戦う。
各戦車は移動、射撃、位置の走査が可能であり、プログラムにミスがある場合はあれば壁や他のロボットに衝突する。
シンプルではあるが必勝策はなく、戦車に何千行ものコードを戦略として持たせることができる。
優秀な戦車の中には、統計学やニューラルネットワークを組み込んでいるものもある。